# Conrad Vernon
Conrad Vernon (Lubbock, 11 juli 1968) is een Amerikaans filmregisseur, stemacteur, filmproducent, scenarioschrijver, animator en storyboard artist.
Vernon is voornamelijk bekend om zijn werken bij DreamWorks Animation. Als stemacteur sprak hij onder andere de stem in van het personage Gingerbread Man uit de filmreeks Shrek en als Mason uit de filmreeks Madagascar. Ook regisseerde hij een aantal films waaronder Shrek 2, Monsters vs. Aliens, Madagascar 3: Europe's Most Wanted en Sausage Party.

## Filmografie
Films
| Jaar | Titel                              | Rollen                                                    | Opmerkingen                            |
| ---- | ---------------------------------- | --------------------------------------------------------- | -------------------------------------- |
| 1992 | Cool World                         |                                                           | personage ontwerper, effecten animator |
| 1998 | Antz                               |                                                           | storyboard artist                      |
| 2000 | The Road to El Dorado              |                                                           | additioneel storyboard artist          |
| 2001 | Shrek                              | Gingerbread Man                                           | storyboard artist                      |
| 2003 | Sinbad: Legend of the Seven Seas   | Jed                                                       | additioneel storyboard artist          |
| 2004 | Shrek 2                            | Gingerbread Man / Mongo / Muffin Man / Cedric / Announcer | regisseur                              |
| 2004 | Shark Tale                         |                                                           | additioneel storyboard artist          |
| 2005 | Madagascar                         | Mason / Captain / Tour Bus Driver                         | creatieve adviseur                     |
| 2006 | Flushed Away                       | Take Out                                                  |                                        |
| 2007 | Shrek the Third                    | Gingerbread Man / Rumplestiltskin / Headless Horseman     |                                        |
| 2007 | Bee Movie                          | Freddy                                                    |                                        |
| 2008 | Madagascar: Escape 2 Africa        | Mason                                                     |                                        |
| 2009 | Monsters vs. Aliens                | Minister                                                  | regisseur, verhaal                     |
| 2010 | Shrek Forever After                | Gingerbread Man                                           |                                        |
| 2011 | Kung Fu Panda 2                    | Boar                                                      |                                        |
| 2011 | Puss in Boots                      | Raoul / Soldier                                           |                                        |
| 2012 | Madagascar 3: Europe's Most Wanted | Mason / Second Policeman                                  | regisseur                              |
| 2014 | Penguins of Madagascar             | Rico                                                      |                                        |
| 2016 | Sausage Party                      | Toilet Paper / Sauerkraut / Catcall Sausage               | regisseur, producent                   |
| 2016 | Trolls                             |                                                           | additioneel storyboard artist          |
| 2017 | The Boss Baby                      | Eugene                                                    |                                        |
| 2017 | The Emoji Movie                    | Trojan Horse                                              | storyboard artist                      |
| 2019 | Trouble                            | Otis                                                      | uitvoerend producent                   |
| 2019 | The Addams Family                  | Lurch / Spirit of the House                               | regisseur, producent, verhaal          |
| 2021 | The Addams Family 2                | Lurch / Spirit of the House                               | regisseur, producent                   |
| 2022 | Puss in Boots: The Last Wish       | Gingerbread Man                                           |                                        |
| 2025 | Smurfs                             | Butler                                                    |                                        |

Televisieseries
| Jaar      | Titel                                           | Rollen            | Opmerkingen                             |
| --------- | ----------------------------------------------- | ----------------- | --------------------------------------- |
| 1993      | Rocko's Modern Life                             |                   | storyboard artist, additioneel scenario |
| 1993-1994 | 2 Stupid Dogs                                   |                   | storyboard artist                       |
| 1994-1995 | Itsy Bitsy Spider                               |                   | regisseur                               |
| 1996      | Dexter's Laboratory                             |                   | storyboard artist                       |
| 2008-2012 | De Pinguïns van Madagascar                      | Mason / Policeman |                                         |
| 2012      | Gravity Falls                                   | Tate McGucket     |                                         |
| 2012-2014 | The High Fructore Adventures of Annoying Orange |                   | uitvoerend producent                    |
| 2016      | City in Crisis                                  | Farmboy           |                                         |

Korte films
| Jaar | Titel                                                 | Rollen                       | Opmerkingen                  |
| ---- | ----------------------------------------------------- | ---------------------------- | ---------------------------- |
| 2001 | Morto the Magician                                    |                              | regisseur, storyboard artist |
| 2001 | Shrek in the Swamp Karaoke Dance Party                | Gingerbread Man              |                              |
| 2003 | The Ghost of Lord Farquaad / Shrek 4-D                | Gingerbread Man              |                              |
| 2004 | Far Far Away Idol                                     | Gingerbread Man              |                              |
| 2005 | The Madagascar Penguins in a Christmas Caper          |                              | creatieve adviseur           |
| 2007 | Shrek the Halls                                       | Gingerbread Man              |                              |
| 2009 | Monsters vs. Aliens: Mutant Pumpkins from Outer Space | Man on Cell / Woman          |                              |
| 2010 | Scared Shrekless                                      | Gingerbread Man / Muffin Man |                              |
| 2010 | Kung Fu Panda Holiday                                 | Boar                         |                              |
| 2010 | Donkey's Christmas Shrektacular                       | Gingy                        |                              |
| 2011 | Thriller Night                                        | Gingerbread Man              |                              |
| 2012 | Shrek's Thrilling Tales                               | Gingerbread Man              |                              |
| 2013 | Madly Madagascar                                      | Mason                        |                              |
| 2017 | Black Holes                                           | Dave                         |                              |